# Carel Lodewijk Hansen

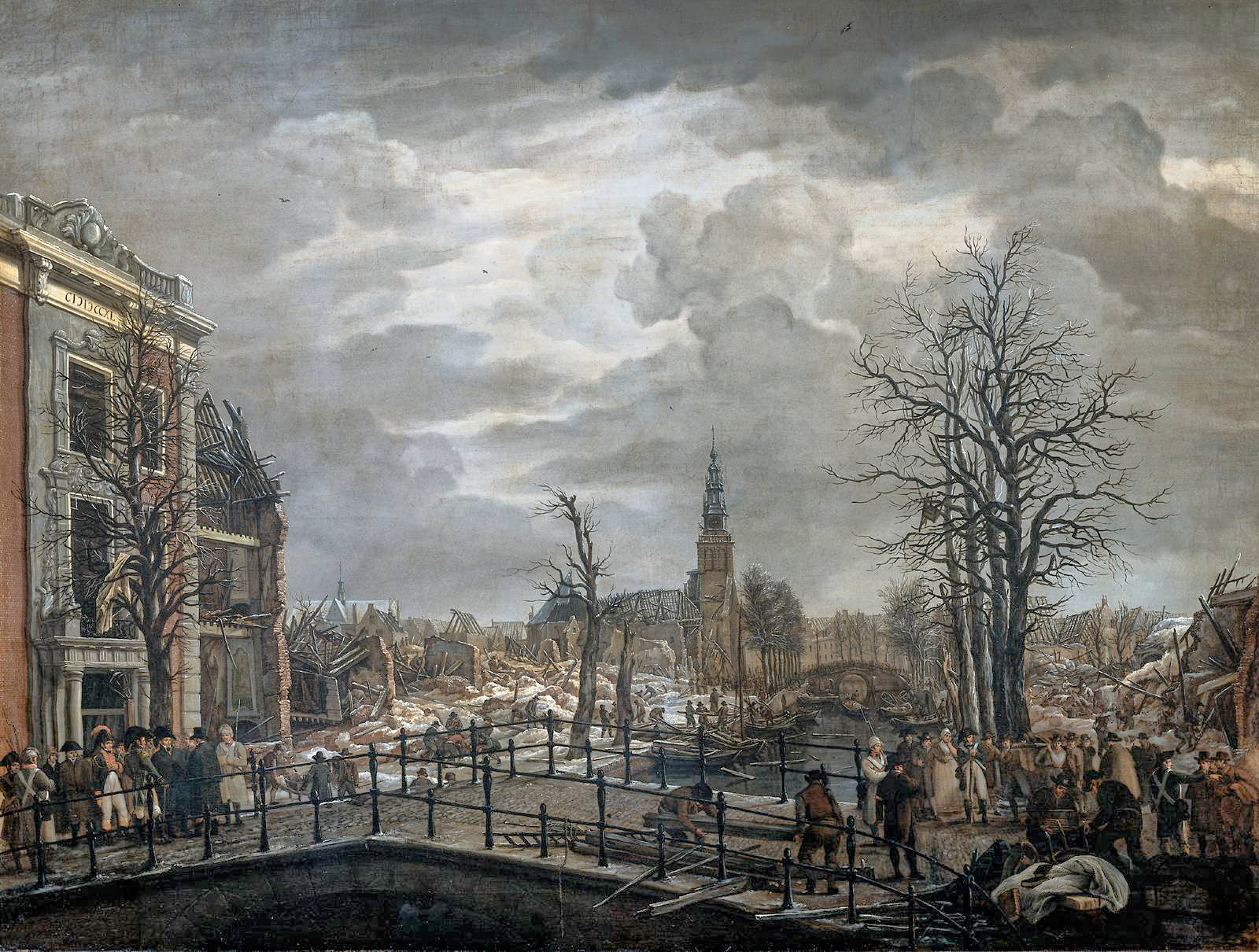
Rapenburg (Leiden), tres dies després de l'explosió d'un vaixell amb carregament de pólvora el 12 gener 1807, a la col·lecció del Rijksmuseum.

Carel Lodewijk Hansen (Amsterdam, 1765 – Epe, 1840) va ser un pintor holandès del segle xix.

## Biografia
Segons el Rijksbureau voor Kunsthistorische Documentatie (RKD; en català, Institut Neerlandès per a la Història de l'Art), Carel Lodewijk Hansen va ser alumne de Pieter Pietersz Barbiers i el pare i professor de Carel Lodewijk II i Lambertus Johannes Hansen. L'any 1794 es convertí en un membre de Gremi de Sant Lluc de Haarlem, poc abans que es dissolgués l'any 1797. L'any 1809 va esdevenir membre del grup d'artistes Felix Meritis. L'any 1818 va rebre una medalla d'or a la categoria de paisatges urbans. És conegut pels seus paisatges de ciutat, sovint pintats a la llum de la lluna. El 1807 va pintar un paisatge urbà de Leiden després que una explosió de vaixells amb carregament de pólvora destruís unes quantes cases (i tots el vitralls de les esglésies) del centre de ciutat. Louis Bonaparte anà personalment a inspeccionar el dany i això feu que es guanyés l'afecte dels ciutadans per la seva mostra d'empatia. La pintura té cert ressò, però li falta la intensitat de la Vista de Delft de Vermeer que mostra el buit en el paisatge urbà després de l'explosió de Delft de 1654 sense mostrar el dany directament.
El 1816 treballà en un gran panorama de la batalla de Waterloo a Amsterdam, que fou comparable favorablement a la versió de Londres. Els seus paisatges urbans topogràfics eren gravats per ell mateix i d'altres, amb tres sèries publicades de Haarlem, Bergen i Drenthe. Els treballs gravats originals són al Museu Teyler, als arxius de la ciutat d'Amsterdam, i a l'Albertina a Viena.